# Point Coordination Function
Point Coordination Function - funkcja, której celem jest wspieranie usług, w których czas ma znaczenie krytyczne. Umożliwia ona odpowiedniemu punktowi koordynującemu uprzywilejowany dostęp do nośnika. W roli punktu koordynującego występuje zwykle punkt dostępu połączony z siecią stałą. 
W standardzie 802.11 funkcja PK zdefiniowana jest wprawdzie jako opcjonalna, jednak wszystkie stacje muszą przestrzegać określonych reguł dostępu do nośnika. Stacje, które mogą odpowiadać na zapytania PK, nazywane są CF-pollable. Oprócz punktu dostępu tylko takie stacje mogą przesyłać dane zgodnie z regułami PCF.
PCF steruje przesyłaniem ramek, gdy nie panują zasady konkurencji (contention free period – CFP) – okresy te przeplatają się z okresami, w których sterowanie przejmuje DCF i przestrzegane są zasady konkurencji. CFP powtarzane jest w określonych odstępach czasu (CFP – Rate); na początek wysyłany jest sygnał beacon, który zawiera informacje o maksymalnym czasie trwania CFP. Wszystkie stacje w BSS, oprócz PC, ustawiają swoje liczniki NAV na tę wartość. Jeżeli nośnik jest wolny, po upływie czasu PCF-IFS (PIFS), a na początku czasu CFP sterowanie przejmuje PC. Czas PIFS jest dłuższy od czasu SIFS, ale krótszy od czasu DIFS. PCF ma więc wyższy priorytet niż zwykła transmisja, musi jednak czekać na potwierdzenie. W czasie trwania CFP funkcje sterujące sprawuje PC. Prowadzi on listę Polling List i w trakcie trwania czasu CFP pyta kolejno wszystkie stacje z tej listy, czy chcą nadawać. Do identyfikacji stacji służy Association Identifier.